# Eustorgio Sánchez
Eustorgio Sánchez (Caracas, Venezuela; 23 de enero de 1959) es un exfutbolista y preparador de porteros venezolano que jugaba como portero. Compitió por Venezuela en los Juegos Olímpicos de Verano de 1980 en Moscú, Unión Soviética, donde el equipo nacional masculino fue eliminado después de la ronda preliminar. Sánchez jugó en el Deportivo Italia.

## Selección nacional

### Participaciones en Juegos Olímpicos
| Torneo                   | Sede  | Resultado    |
| ------------------------ | ----- | ------------ |
| Juegos Olímpicos de 1980 | Moscú | Primera fase |